# James Bowdoin
Pour les articles homonymes, voir Bowdoin.
James Bowdoin  (7 août 1726 - 6 novembre 1790) était un chef politique et intellectuel américain de Boston, Massachusetts pendant la révolution américaine. Après l'indépendance, il était gouverneur du Massachusetts.

## Biographie
Son grand-père, Pierre Boudouin ou Baudouin, était réfugié comme huguenot venant de France. Pierre a emmené sa famille d'abord en Irlande, puis à Portland dans le Maine, puis finalement s'établit à Boston en 1690. Son père, nommé aussi James Bowdoin, était un négociant. James le jeune, étudiant à Harvard, reçoit un diplôme en 1745.
Quand son père meurt en 1747, il hérite d'une fortune considérable. Il a pris un intérêt très tôt dans le domaine de l'histoire naturelle, et a écrit plusieurs papiers lus à la Royal Society par son ami et correspondant, Benjamin Franklin. Bowdoin a été élu à l'assemblée coloniale de 1753 à 1756. En 1780, il participe à la création de l'American Academy of Arts and Sciences, dont il assurera la première présidence jusqu'à sa mort et à laquelle il léguera sa bibliothèque. Il reçoit un titre de docteur honoris causa de l'université d'Édimbourg, devient membre d'Harvard, et de la Royal Society of Edinburgh. Bowdoin est devenu membre de la Royal Society le 3 avril 1788.
Il joue un rôle important pendant la révolution américaine. En 1780, il participe aux côtés de John Adams et Samuel Adams à la rédaction de la constitution du Massachusetts. Il en devient le gouverneur de l'État entre 1785 et 1787. Tout comme la Confédération, l'État s'est endetté pour couvrir les dépenses occasionnées par la guerre d'indépendance. Bowdoin décide d'augmenter sensiblement la fiscalité créant un mécontentement dans la population et même une révolte qui ne sera matée qu'au début de 1787 par la milice de l'État.

## Distinctions
- FRS Membre de la Royal Society
- FRSE Membre de la Royal Society of Edinburgh